# Metalia
Genre
Metalia est un genre d'oursins irréguliers de l'ordre des Spatangoida et de la famille des Brissidae.

## Caractéristiques
Ce sont des oursins irréguliers dont la bouche et l'anus se sont déplacés de leurs pôles pour former un « avant » et un « arrière ». La bouche se situe donc dans le premier quart de la face orale, et l'anus se trouve à l'opposé, tourné vers l'arrière. La coquille (appelée « test ») s'est également allongée dans ce sens antéro-postérieur.
Le test est ovale avec un sulcus antérieur étroit et peu profond.

Le disque apical est ethmolytique, portant quatre gonopores ; il est placé en avant du centre de l'animal.

L'ambulacre antérieur est étroit et enfoncé ; les paires de pores sont petites, simples et isopores, et ce sillon se poursuit jusqu'à la bouche.

Les autres ambulacres sont pétalloïdes, étroits et enfoncés, la dernière paire formant un grand angle, pour se trouver presque parallèles. Ces pétales se terminent par des plaques occludées.

Les pétales postérieurs sont donc subparallèles, et presque confluents adapicalement, mais divergents adambitalement.

Le périprocte est large, en forme de goutte, et porté en avant d'une courte face postérieure.

Le péritome est plus large que long, en forme de haricot, et tourné vers le bas.

La plaque labrale est courte et large, et ne s'étend pas au-delà de la première plaque ambulacraire. La jonction sternale-épisternale est typiquement concave, formant une courte pointe à l'arrière.

Les plaques épisternales vont par paires, et s'effilent postérieurement.

Les radioles et tubercules compris dans le fasciole entourant les pétales ne sont pas particulièrement plus prononcés.

Le fasciole subanal est bien développé, en forme de bouclier pourvu de branches anales.
On distingue parfois deux sous-genres dans ce genre : les Metalia (Eobrissus) sont ceux qui n'ont pas de dépression antérieure (comme Metalia townsendi), alors que les autres (Metalia (Metalia)) possèdent une dépression plus ou moins importante. 
Ce genre semble être apparu au Miocène, et demeure répandu dans l'Indo-Pacifique.

## Liste des espèces
Selon World Register of Marine Species (26 août 2014) :
- Metalia angustus de Ridder, 1984 -- Nouvelle Calédonie
- Metalia dicrana H.L. Clark, 1917 -- Indo-Pacifique
- Metalia kermadecensis Baker & Rowe, 1990 -- îles Kermadec
- Metalia latissima H.L. Clark, 1925 -- Indo-Pacifique de l'Inde à l'Australie (sans localité type)
- Metalia nobilis Verrill, 1867-71 -- Pacifique est central (zone Panama)
- Metalia persica (Mortensen, 1940) -- Iran
- Metalia robillardi (de Loriol, 1876) -- Océan Indien
- Metalia spatagus (Linnaeus, 1758) -- Indo-Pacifique tropical
- Metalia sternalis (Lamarck, 1816) -- Indo-Pacifique tropical (espèce-type)
- Metalia townsendi (Bell, 1904) -- Arabie et océan Indien
- Metalia cartagensis Sánchez Roig, 1949 †
- Metalia dubia Arnold & H. L. Clark, 1934 †
- Metalia jamaicensis Arnold & H. L. Clark, 1934 †
- Metalia palmeri Sánchez Roig, 1953c †
- Metalia pelagica Nisiyama, 1968 †
- Metalia waylandi Stockley, 1927 †

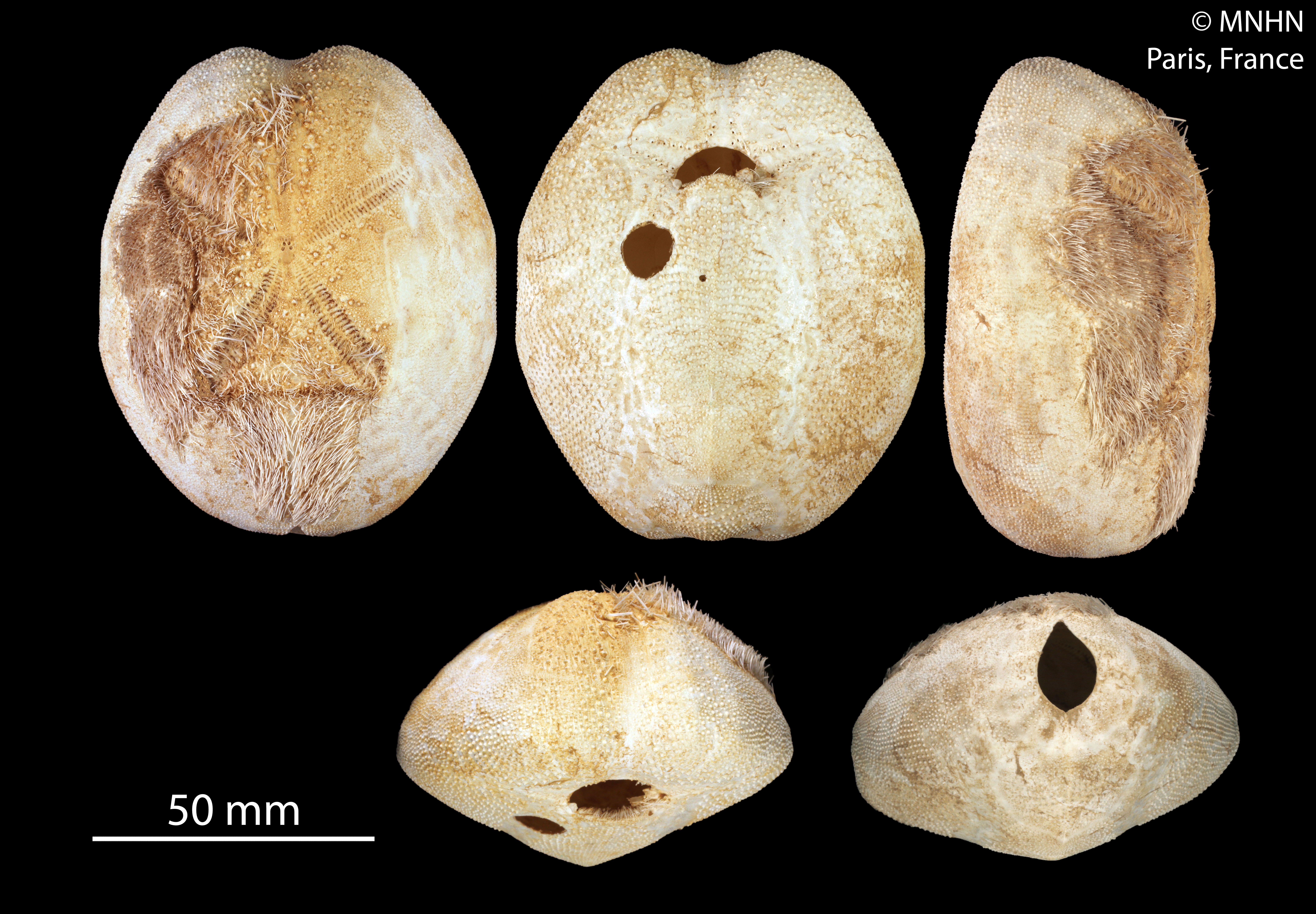
Metalia angustus (MNHN).
Metalia persica
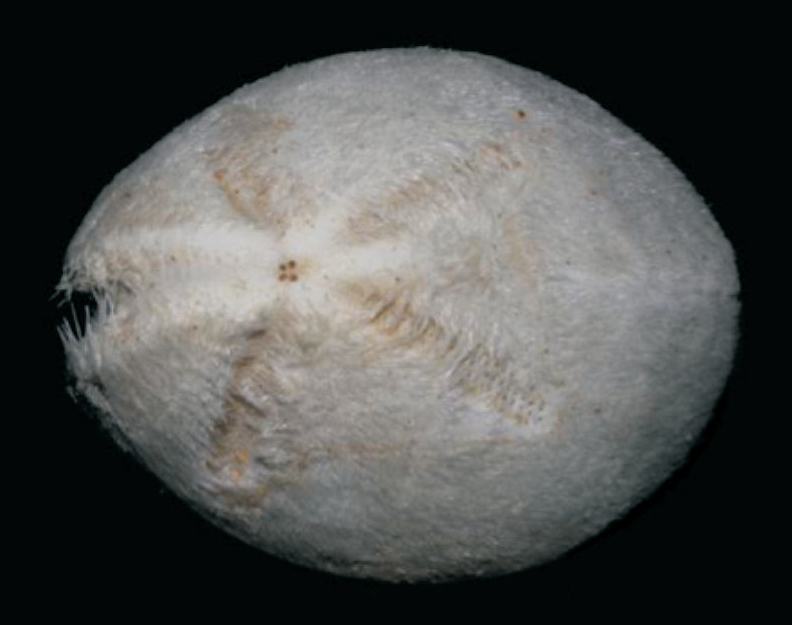
Metalia robillardi
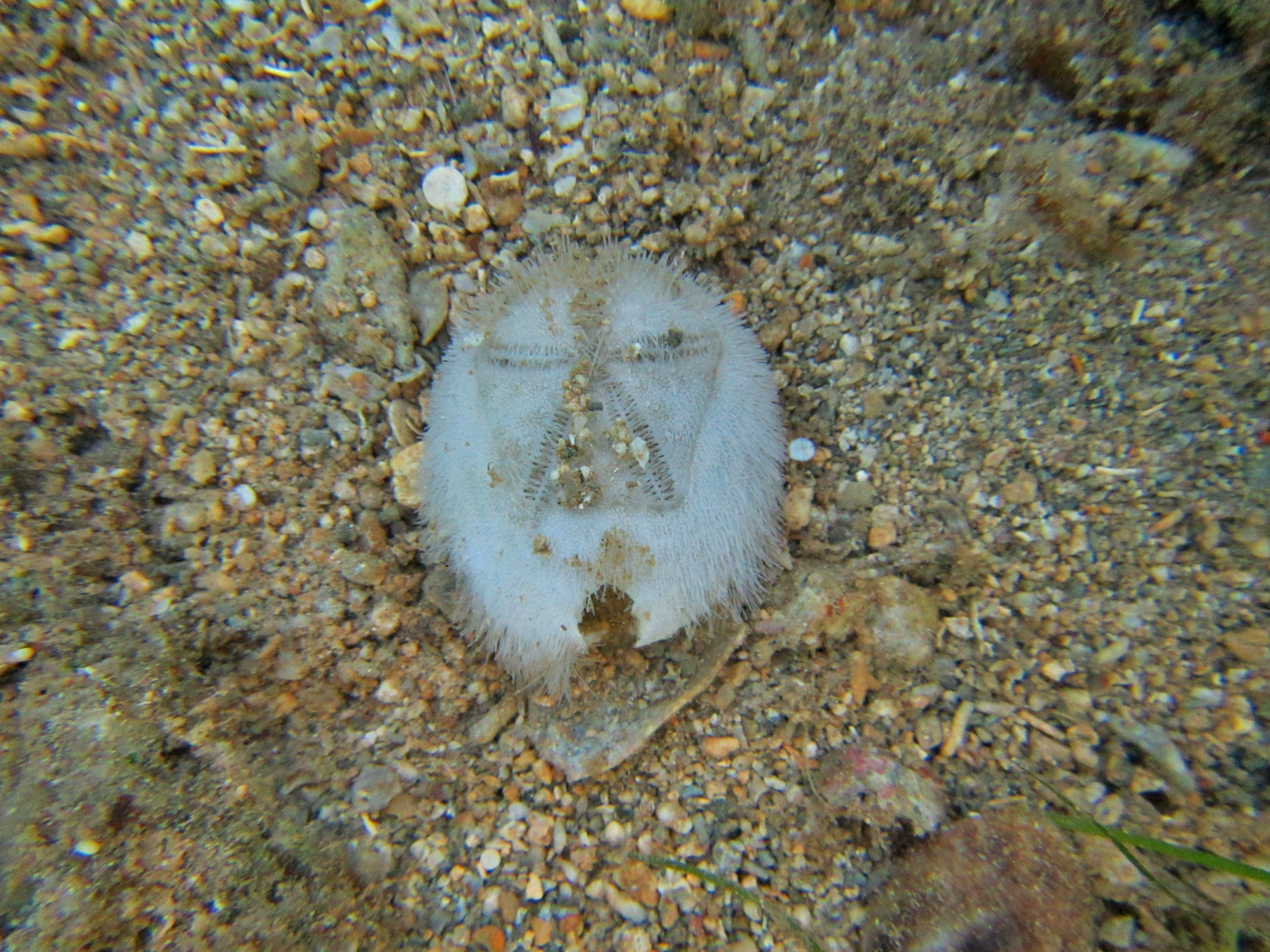
Metalia spatagus (Mayotte).
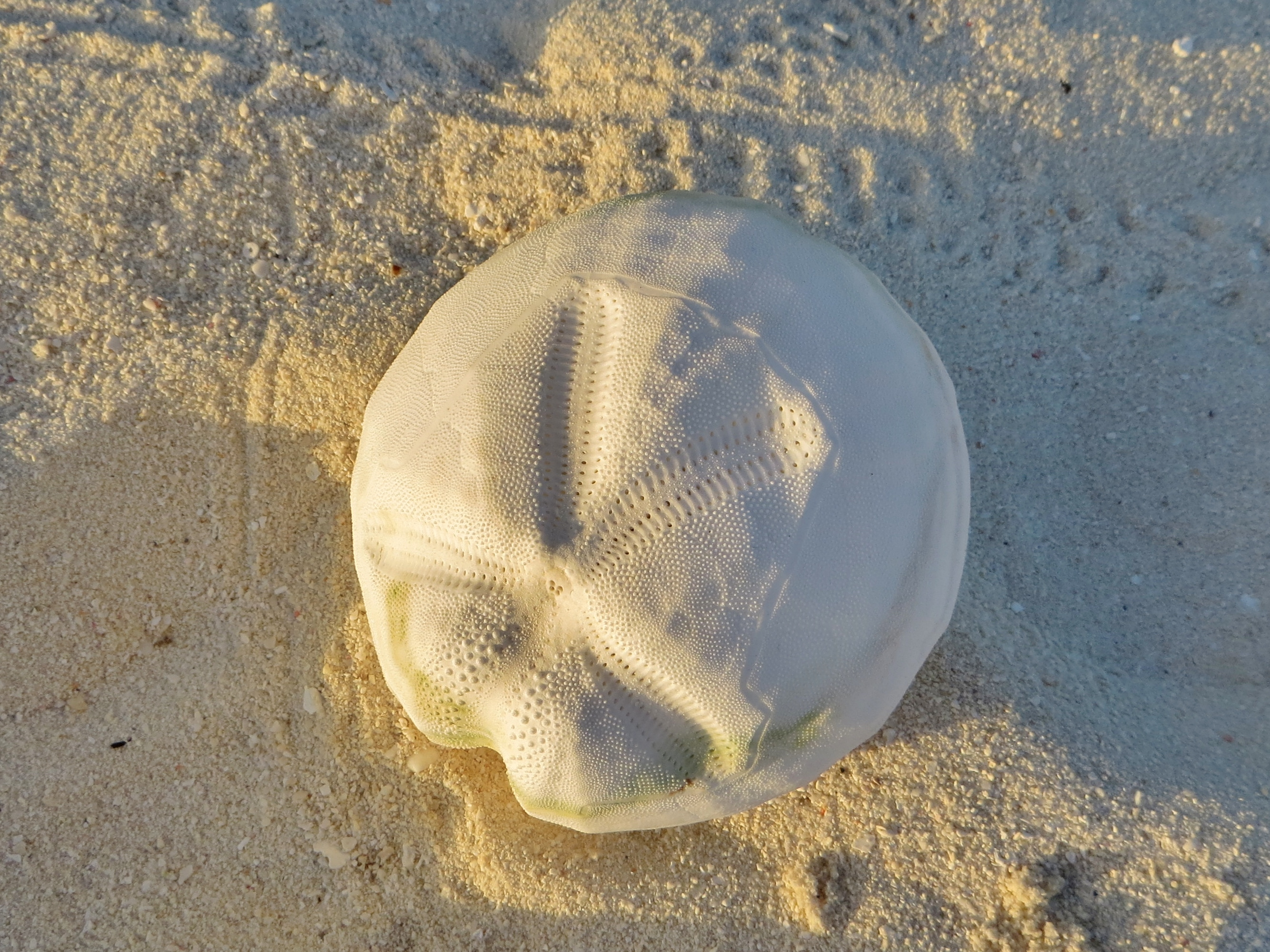
Metalia sternalis (Maldives).

## Clef de détermination
- Pétales postérieurs fusionnés adapicalement : Metalia sternalis
- Sinon : système apical central : Metalia townsendi
- Sinon : Ambulacre antérieur très enfoncé : Metalia latissima (ou Metalia angustus si le test n'est pas élevé)
- Sinon : Sternum terminé par deux pointes : Metalia dicrana
- Sinon : face avant abruptement verticale : Metalia robillardi
- Sinon : forme de galet plus ou moins ovoïde : Metalia spatagus[4].